# Moheba Khorsheed
Moheba Khorsheed (àrab: مهيبة خورشيد, Muhība Ḫurxīd) (Jafa, Mandat britànic de Palestina, 1921 - Jordània, 2000) va ser una professora i activista política palestina, que va fundar les Flors de Crisantem, la primera organització de dones armades contra l'ocupació israeliana a Palestina.

## Educació
Moheeba va estudiar a l'Institut Superior de Mestres de Jerusalem. Després de graduar-se, es va traslladar a la seva ciutat natal de Jafa, on va ensenyar a noies de secundària. També va estudiar literatura àrab i periodisme.

## Activisme polític
En tot moment va defensar públicament l'educació de les dones. Juntament amb la seva germana Arabiya Khorsheed (àrab: عربية خورشيد, ʿArabiyya Ḫurxīd), el 1933 va fundar les Flors de Crisantem (àrab: زهرة الاقحوان, Zahrat al-Uqḥuwān), que va començar com una organització social l'objectiu de la qual era defensar els drets humans i el de les dones a Palestina, donar suport als estudiants que no podien pagar-se l'educació i promoure la unitat religiosa.
Després de presenciar el tiroteig d'un nen palestí als braços de la seva mare, l'organització es va convertir en un dels primers grups armats de dones a resistir l'ocupació israeliana. Moheba va tenir un paper destacat i va participar en l'organització i execució d'operacions, el desenvolupament de l'estratègia i l'adquisició d'armes per a operacions.

## Mort
Per culpa de la neteja ètnica comesa pels sionistes (Nakba), va haver d'abandonar la ciutat de Jafa i va viure com a refugiada a Jordània, on es va casar i va continuar la seva activitat com a mestra. No va poder tornar a la seva ciutat natal fins a la seva mort l'any 2000.